# Antoni Vadell Ferrer

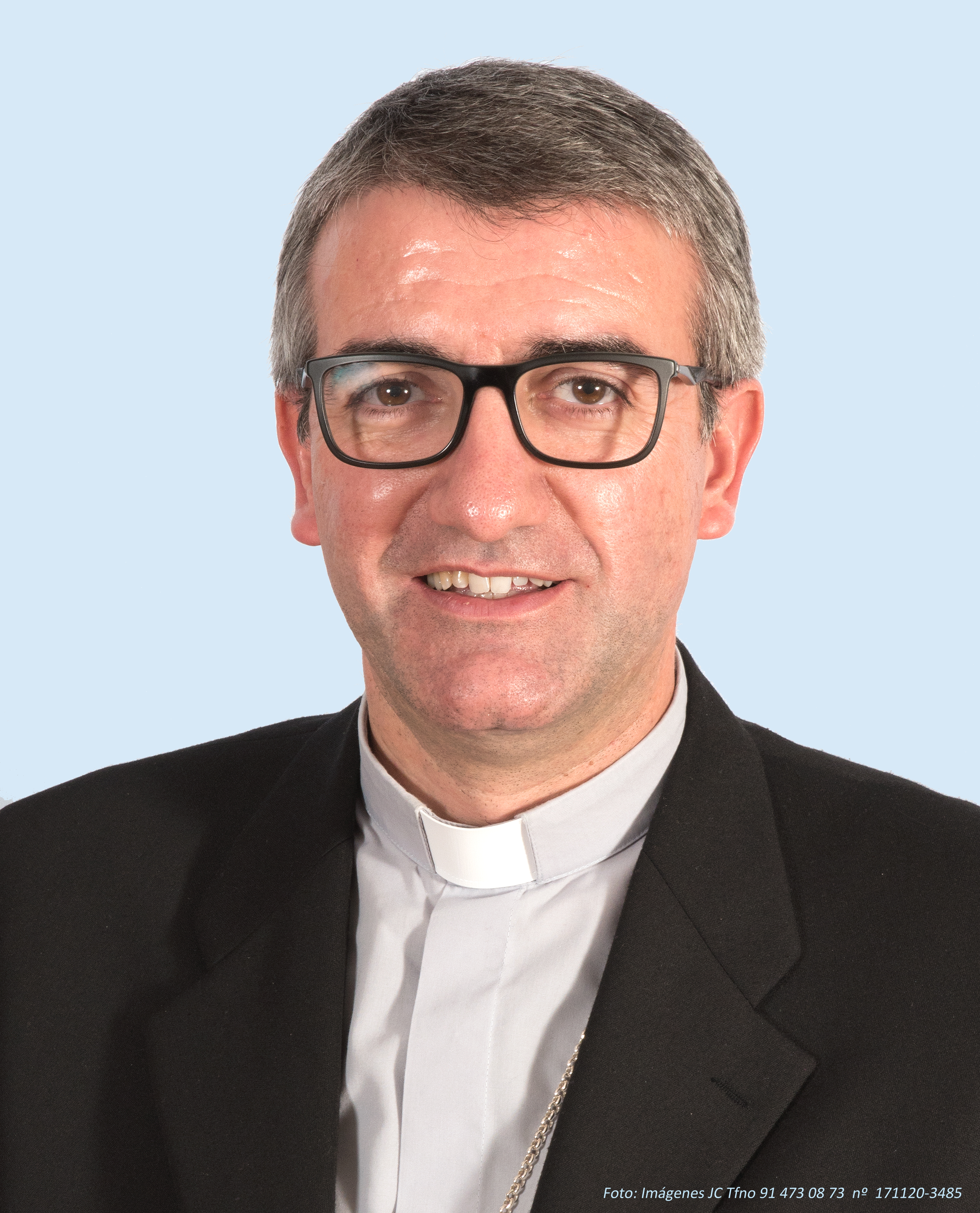
Antoni Vadell Ferrer (2017)

Antoni Vadell Ferrer (* 17. Mai 1972 in Llucmajor; † 12. Februar 2022 in Barcelona) war ein spanischer Geistlicher und römisch-katholischer Weihbischof in Barcelona.

## Leben
Antoni Vadell Ferrer besuchte das Knabenseminar auf Mallorca und trat anschließend in das Priesterseminar des Bistums Mallorca ein. Nach seiner philosophischen und theologischen Ausbildung empfing am 31. Mai 1998 das Sakrament der Priesterweihe für das Bistum Mallorca. Er war in der Seelsorge in verschiedenen Pfarrgemeinden tätig. Im Jahr 2009 schloss er ein Studium der Jugendpastoral und Katechetik an der Päpstlichen Universität der Salesianer in Rom ab. 
Er war Rektor des Knabenseminars von Mallorca (1999–2006), Beauftragter für die Berufungspastoral und Ausbilder dim Diözesanseminar (2002–2006), Diözesanbeauftragter für Katechese und Liturgie (2009–2013), Bischofsvikar für die Evangelisierung (2013–2017), Mitglied des Konsultorenkollegiums und des Presbyteriums von 2014 bis 2017 sowie Professor am Höheren Institut für Religionswissenschaften von Mallorca (Institut Superior de Ciències Religioses de Mallorca – ISUCIR).
Am 19. Juni 2017 ernannte ihn Papst Franziskus zum Titularbischof von Urci und zum Weihbischof in Barcelona. Der Erzbischof von Barcelona, Juan José Kardinal Omella Omella, spendete ihm am 9. September desselben Jahres in der Sagrada Família die Bischofsweihe. Mitkonsekratoren waren dessen Amtsvorgänger Lluís Kardinal Martínez Sistach, der Apostolische Administrator von Mallorca, Sebastià Taltavull i Anglada, und der Erzbischof von Valladolid, Ricardo Kardinal Blázquez Pérez.
Antoni Vadell Ferrer starb im Februar 2022 im Alter von 49 Jahren an den Folgen von Bauchspeicheldrüsenkrebs.